# Erdbeben von Istanbul 2025
Das Erdbeben von Istanbul im Jahr 2025 war ein Erdbeben mit einer Magnitude von 6,2 Mw im Marmarameer rund 73 km südwestlich von Istanbul am 23. April 2025 um 12:49 Uhr lokaler Zeit (09:49 Uhr UTC). 359 Personen wurden verletzt, ein Gebäude stürzte ein und 2928 Gebäude wurden beschädigt. Betroffen waren die Provinzen Istanbul, Tekirdağ, Kırklareli, Kocaeli, Sakarya und Yalova. Das Erdbeben war in Bulgarien, Griechenland und bis nach Rumänien und Gaziantep im Südosten der Türkei spürbar. Das Erdbeben ereignete sich an der Nordanatolischen Verwerfungszone. Zuvor hatte sich 2019 fast an derselben Stelle ein Erdbeben der Stärke 5,9 Mw ereignet.

## Hintergrund
Die Nordanatolische Verwerfungszone entstand durch eine Blattverschiebung an der nördlichen Kante der Anatolischen Platte an der Grenze zur Eurasischen Platte. Ungefähr 1500 km lang, verläuft die Anatolische Platte rund 20 km südlich von Istanbul durch das Marmarameer.
Das letzte große Erdbeben an der Nordanatolischen Verwerfungszone fand am 17. August 1999 statt. Das Erdbeben von Gölcük (7,4 Mw) tötete 18.373 Menschen. Am 12. November 1999 folgte ein Erdbeben in Düzce (7,2 Mw), bei dem 845 Menschen getötet und 4948 verletzt wurden.
Geologen halten es für wahrscheinlich, dass sich bei Istanbul in naher Zukunft ein Beben mit einer Stärke von 7,0 oder höher auf der Richterskala ereignen wird und durch den Bruch der Nordanatolischen Verwerfung unter dem Marmarameer verursacht wird.

## Erdbeben
Der United States Geological Survey (USGS) meldete eine Stärke von 6,2 Mw. Das Epizentrum lag im Marmarameer, 21 km südöstlich von Marmara Ereğlisi in der Provinz Tekirdağ und 73 km südwestlich von Istanbul. Das Erdbeben dauerte 13 Sekunden. Es war das stärkste Erdbeben in der Türkei seit dem Erdbeben in der Türkei und Syrien 2023, das stärkste an der Nordanatolischen Verwerfungszone seit dem Erdbeben von Düzce 1999 und das stärkste in der Marmararegion seit dem Erdbeben von Gölcük 1999.
Das Erdbeben hatte eine maximale modifizierte Mercalli-Intensität von VIII (zerstörend). Laut dem PAGER-Dienst des USGS waren schätzungsweise 41.000 Menschen dieser Erschütterungsstärke ausgesetzt. Weitere 638.000 Menschen waren Erschütterungen der Stärke VII (sehr stark) ausgesetzt, hauptsächlich in den Städten Çorlu und Esenyurt; etwa 3,68 Millionen Menschen spürten Erschütterungen der Stärke VI (stark), viele davon in den westlichen Gebieten der Provinz Istanbul, während in der Innenstadt von Istanbul Erschütterungen der Stärke V (ziemlich stark) verzeichnet wurden. Auch in Bursa, am Evros in Griechenland und in den Städten Burgas und Jambol in Bulgarien wurden Erschütterungen der Stärke IV (mäßig) registriert. Darüber hinaus berichteten Menschen von Erschütterungen in weit entfernten Gebieten wie Gaziantep, Bukarest in Rumänien und Sofia in Bulgarien. Bis zum 25. April wurden 260 Nachbeben registriert,[11] darunter zwei mit einer Stärke von 5,0 Mw um 13:02 Uhr und 15:12 Uhr. Das Erdbeben löste auch einen kleinen Tsunami mit maximalen Höhen von 6 cm in Erdek, 4 cm in Esenköy und 3 cm in Silivri aus.

## Auswirkungen
Mindestens 359 Menschen wurden aufgrund der weit verbreiteten Panik verletzt, darunter 236 in Istanbul, 40 in Sakarya, 28 in Tekirdağ, 23 in Kocaeli, 21 in Yalova und 11 in Bursa. Mindestens 2928 Gebäude wurden beschädigt, und in Teilen Istanbuls kam es zu Störungen des Mobilfunknetzes. 80 % der Schäden entfielen auf die europäische Seite der Stadt. In Esenyurt wurden 539 Gebäude beschädigt. In Fatih stürzte ein verlassenes dreistöckiges Gebäude ein. In Silivri wurde ein vierstöckiges Gebäude beschädigt. In Büyükçekmece stürzte das Dach eines Gebäudes ein, und in Bakırköy stürzte ein dreistöckiges Gebäude teilweise ein. Darüber hinaus wurden in Tekirdağ 61 Gebäude beschädigt, in Kocaeli und Bursa jeweils 28 und in Yalova drei.

## Maßnahmen
Mindestens 3597 Einsatzkräfte wurden in die Marmararegion entsandt, davon 1443 nach Istanbul. Außerdem waren 250 Fahrzeuge und 18 Rettungshunde im Einsatz. Bildungsminister Yusuf Tekin kündigte die Schließung der Schulen in Istanbul und Tekirdağ vom 24. bis 25. April. Parks in Fatih und mehrere Moscheen, darunter die Şehzade-Moschee, wurden zu Notunterkünften umgebaut. Innenminister Ali Yerlikaya sagte, dass wegen des Erdbebens 100.000 Menschen die Nacht in dafür vorgesehenen Notunterkünften verbrachten.